# 樹なつみ
樹 なつみ（いつき なつみ、1960年2月5日 - ）は、日本の漫画家。兵庫県出身。代表作に『八雲立つ』など。

## プロフィール
「緑の館の住人たち」（未収録）で第3回LMS6位初入選。「フェアリー★ガゼール」（『マルチェロ物語』3巻収録）で第11回LMSトップ賞を受賞し、1979年『LaLa』4月号「めぐみちゃんに捧げるコメディ」（『男と女に捧げるコメディ』収録）でデビュー。1981年に初連載『マルチェロ物語』で人気を得る。

### 受賞歴
- 『OZ』で1993年、第24回星雲賞コミック部門を受賞。
- 『八雲立つ』で1997年度第21回講談社漫画賞を受賞。

## 作品リスト
- 男と女に捧げるコメディ（1981年）
- トランシルヴァニア・アップル（1983年）
- マルチェロ物語（全8巻、1982年 - 1985年）
- 朱鷺色三角（全5巻、1985年 - 1987年）
  - パッション・パレード―朱鷺色三角 2（全6巻、1987年 - 1989年）
- エキセントリック・シティ（1989年）
- 花咲ける青少年[5]（全12巻、1990年 - 1994年）
  - 花咲ける青少年特別編（全5巻、2011年 - 2014年）
  - 花咲ける青少年プレミアムファンブック（2011年）
- OZ（全4巻、1990年 - 1992年）
- 八雲立つ（全19巻、1992年 - 2002年）
  - 八雲立つ 灼（既刊10巻、2018年 - ）
- 獣王星（全3巻、1994年 - 2006年）
- 暁の息子（2000年）
- デーモン聖典（全11巻、2003年 - 2007年）
- ヴァムピール（全5巻、2008年 - 2013年）
  - ヴァムピール特別編 KING AND BARON+（全2巻、2013年 - 2014年）
- 一の食卓（既刊6巻、2015年 - ）元新撰組の斎藤一を題材としている

## 画集
- 『樹なつみ キャラクター画集 PASSIONATE [パッショネイト]』（白泉社、1991年6月26日初版発行）ISBN 4-592-73096-8
- 『オズマニュアル 樹なつみ』（白泉社、1992年10月3日第1刷発行）ISBN 4-592-73105-0
- 『樹なつみ画集 八雲立つ』（白泉社、2000年8月15日初版発行）ISBN 4-592-73173-5